# 四氯对苯醌
四氯对苯醌，一种醌类。

## 性质
金黄色晶体。难溶于氯仿、四氯化碳、二硫化碳，不溶于水，几乎不溶于冷醇，微溶于醇，溶于醚。有刺激性。可与羟胺成肟、发生亲核加成和发生还原。

## 制取
由五氯酚（五氯酚钠+盐酸）在无水三氯化铁存在下与通入的氯气加温反应而得，油状反应物完全澄清、无颗粒为终点。反应后用浓硫酸酸化。

## 用途
用作农用拌种剂、染料（双氧氮蒽类）和医药中间体、有机合成中的脱氢剂、杀菌剂等。室温下被二氧化硫还原得到四氯氢醌，是农药和聚合物中间体。